# Vilgefortz z Roggeveen
Vilgefortz – fikcyjna postać, główny antagonista cyklu powieści Andrzeja Sapkowskiego o wiedźminie Geralcie.

## Opis
Pochodził z Roggeveen. Był czarodziejem, członkiem Kapituły. Wyjątkowo uzdolniony, i jak na czarodzieja, młody – nie miał więcej niż sto lat, wyglądał zaś na około trzydzieści pięć. Jako dziecko został porzucony przez rodziców, z których przynajmniej jedno było czarodziejem, został wychowany przez druidów. W młodości był najemnym żołnierzem. Podczas bitwy o Sodden walczył przeciwko Nilfgaardowi – był przywódcą magów na Sodden. Dzięki swojemu talentowi, po wojnie został przewodniczącym czarodziejskiej Kapituły.
Oficjalnie był przyjacielem Emhyra var Emreisa (choć obydwaj uważali, że ten drugi jest jedynie marionetką w jego rękach). Współpraca znacznie osłabła po tym, jak we wsysaczu zginęła Pavetta, żona Emhyra. Jednocześnie były to działania, których inni czarodzieje długo nie zdołali wykryć. Dopiero w czasie zjazdu na Thanedd został oskarżony o zdradę i zakuty w kajdany z dwimerytu. Kiedy Tissaia de Vries zdjęła magiczną barierę i doszło do rzezi, chciał porwać Ciri, gdyż potrzebna mu była jej krew. Ciri była bowiem dzieckiem Starszej Krwi posiadającym gen Lary, co Vilgefortz mógł wykorzystać. By ją złapać, Vilgefortz walczył z Geraltem i go pokonał, łamiąc mu kości, jednak pozostawiając wiedźmina żywym, po czym ruszył, by złapać Ciri do Tor Lara. Nie udało mu się tego dokonać – Ciri uciekła przez spaczony teleport, ten zaś eksplodując, ciężko ranił czarodzieja. Oko Vilgefortza zostało zniszczone, próbował je potem zrekonstruować.
Nie zrezygnował z prób złapania Ciri – współpracował w tym celu ze Stefanem Skellenem, zwanym Puszczykiem, oraz Leo Bonhartem, łowcą nagród. W międzyczasie prowadził również eksperymenty na porwanych ciężarnych dziewczynach. Zdołał uwięzić Yennefer z Vengerbergu, która wypłynęła statkiem z Wysp Skellige na Głębię Sedny i została wciągnięta przez wsysacz prosto w ręce Vilgefortza. Czarodziej torturował ją, ale ona nie wydała tzw. matrycy empatycznej Ciri, tylko (nieumyślnie) Geralta. Udało mu się osiągnąć swój cel w sposób niezamierzony – dziewczyna sama przyjechała do jego zamku.
Ostatecznie doszło do ponownego starcia między czarodziejem a wiedźminem. Vilgefortz, nie będąc w pełni sprawny po wypadku z teleportem, dodatkowo zmylony mocą nowego amuletu wiedźmina, podarowanemu mu przez Fringillę Vigo, zginął z ręki Geralta z Rivii we własnej cytadeli Stygga.
Vilgefortz był również  mistrzem i protektorem Rience'a – niedoszłego czarodzieja wyrzuconego z Akademii za kradzieże i półelfa Schirrú.

## Inne źródła
Vilgefortz występuje we wszystkich (poza epizodem Essi) scenach opery rockowej Droga z której się nie wraca zespołu Esse, w wątkach zaczerpniętych z cyklu powieści A. Sapkowskiego. Sanimi rozmowa Vilgefortza z Geraltem, walka ludzi z jego magami, pokonanie Geralta przez Vilgefortza (Czas pogardy); uwięzienie przez niego Yennefer (Wieża Jaskółki); starcie w cytadeli Stygga (Pani Jeziora).
W prologu gry komputerowej Wiedźmin Triss Merigold porównuje Azara Javeda do Vilgefortza słowami: „Rośnie nam tu drugi Vilgefortz”, jednak Geralt, który stracił pamięć, nie ma pojęcia, o kim ona mówi.
W serialu Wiedźmin Vilgefortza gra Mahesh Jadu.